# Jan Lokers
Jan Lokers (* 1958 in Weener) ist ein deutscher Historiker und Archivar.

## Leben
Jan Lokers absolvierte ein Studium der Geschichte, Germanistik und Erziehungswissenschaften an der Universität Hamburg, das er 1985 mit dem 1. Staatsexamen abschloss. 1989 wurde er in Hamburg mit einer Dissertation über Die Juden in Emden 1530–1806 zum Dr. phil promoviert. Er trat in den niedersächsischen Archivdienst ein und war nach dem Referendariat ab 1993 Archivar im Niedersächsischen Staatsarchiv in Stade. Von 1999 bis 2006 war er dessen Leiter. 2006 wurde er als Nachfolger von Antjekathrin Graßmann zum Direktor des Archivs der Hansestadt Lübeck berufen. Zum 1. September 2024 trat er in den Ruhestand.
Seit Februar 2015 ist er auch Vorsitzender des Vereins für Lübeckische Geschichte und Altertumskunde.

## Werke (Auswahl)
- Die Juden in Emden 1530–1806. Eine sozial- und wirtschaftsgeschichtliche Studie zur Geschichte der Juden in Norddeutschland vom ausgehenden Mittelalter bis zur Emanzipationsgesetzgebung (= Abhandlungen und Vorträge zur Geschichte Ostfrieslands. Band 70). Ostfriesische Landschaft, Aurich 1990, ISBN 3-925365-50-8 (zugl.: Hamburg, Univ., Diss., 1989 unter dem Titel Die sozial- und wirtschaftsgeschichtliche Entwicklung der jüdischen Gemeinde in Emden (1530–1806)).
- „Nützlich und bewährt“. Die Geschichte der Sparkasse Leer-Weener und ihrer Vorläufer im historischen Umfeld Ostfrieslands. Sparkasse Leer-Weener, 1991.
- mit Konrad Elmshäuser (Hrsg.): Man muß hier nur hart sein. Kriegsbriefe und Bilder einer Familie (1934–1945). Ed. Temmen, Bremen 1999, ISBN 3-86108-734-0.
- als Hrsg.: Lebensläufe zwischen Elbe und Weser. Landschaftsverband der Ehemaligen Herzogtümer Bremen und Verden, 2 Bände, Stade 2001–2010, ISBN 3-931879-08-9.
- mit Bernd Kappelhoff (Bearb.): Verdener Gerichts- und Geschichtsquellen (1663–1909). Quellenverzeichnis zur Haus-, Hof- und Familiengeschichte im Verdener Raum (= Veröffentlichungen der Niedersächsischen Archivverwaltung / Inventare und kleinere Schriften des Staatsarchivs in Stade. Band 7). Niedersächsisches Landesarchiv – Stade, Staatsarchiv [Hannover] 2006, ISBN 3-926948-04-3.
- mit Michael Hundt (Hrsg.): Hanse und Stadt. Akteure, Strukturen und Entwicklungen im regionalen und europäischen Raum. Festschrift für Rolf Hammel-Kiesow zum 65. Geburtstag. Schmidt-Römhild, Lübeck 2014, ISBN 978-3-7950-5219-5.
- mit Michael Hundt (Hrsg.): Das Ende des eigenständigen Lübecker Staates im Jahre 1937. Schmidt-Römhild, Lübeck 2014, ISBN 978-3-7905-0493-4.
- mit Natalija Ganina und Albrecht Cordes: Der Bardewiksche Codex des Lübischen Rechts von 1294. Band 1: Faksimile und Erläuterungen. Nünnerich-Asmus, Oppenheim 2021, ISBN 978-3-96176-166-1; Band 2: Edition, Textanalyse, Entstehung und Hintergründe. Nünnerich-Asmus, Oppenheim 2021, ISBN 978-3-96176-170-8.